# 統一発票
統一発票（とういつはっぴょう）は台湾において民間営利団体または公共事業機構が商品またはサービスを提供した後、売主と買主の双方で保存されるインボイス制度に基づいた公的な領収書。レシート発行習慣もなく、営業税(台湾における消費税)の脱税が多かった台湾において1951年1月1日から「統一発票」という名で宝くじ付きで導入され、営業税における脱税多発問題を改善させた。統一発票と企業番号（統一番号、統一編号。企業版個人番号）のおかげで、台湾政府は企業の売上・仕入れおよび損金をオンラインでデジタル管理出来ていることで他国とは異なり、虚偽の売上や経費による利益操作を困難にしている。

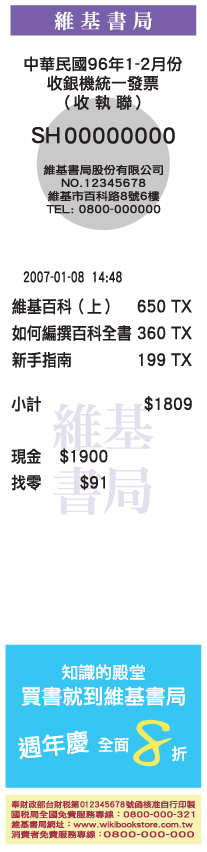
統一発票の記載例

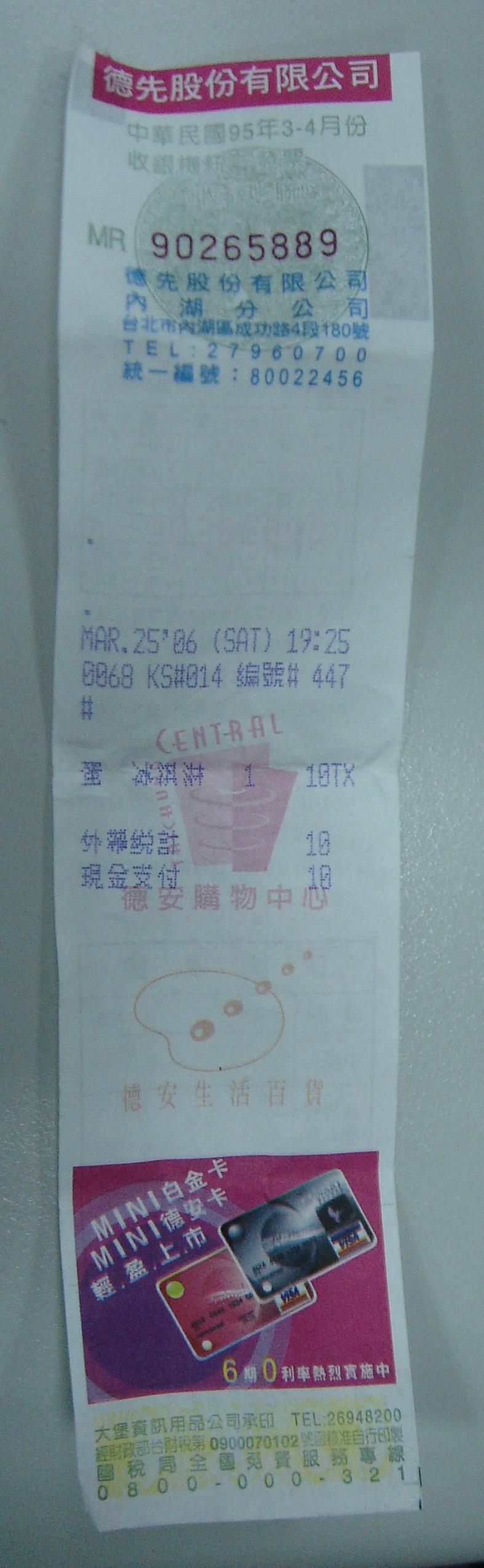
レジ用統一発票（表）

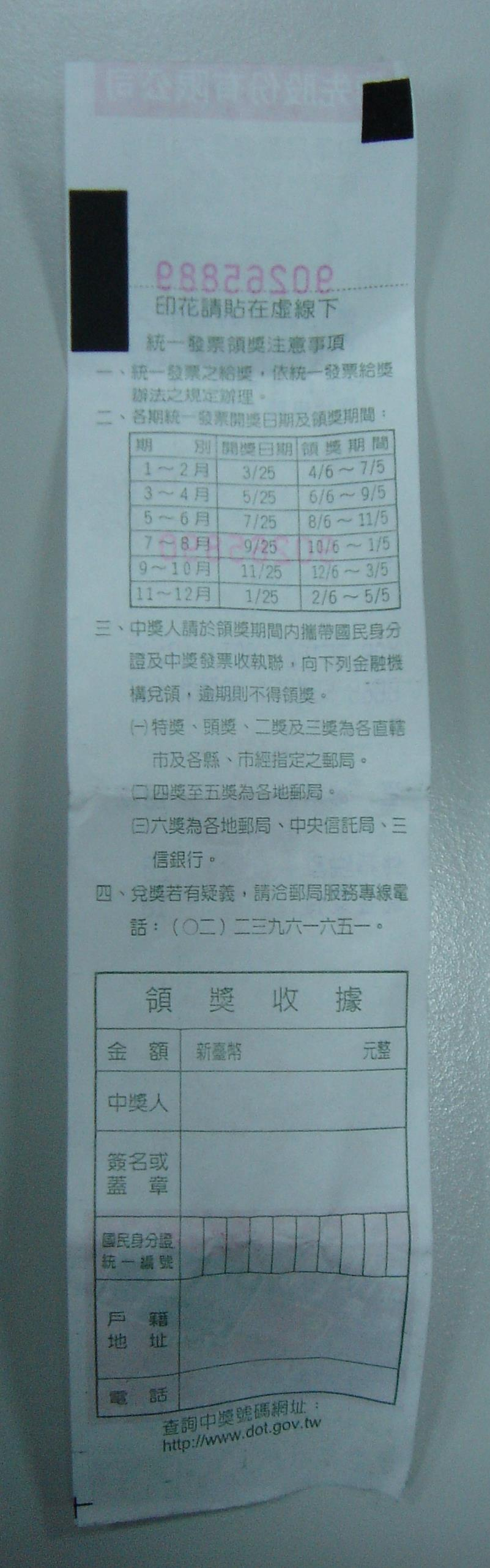
レジ用統一発票（裏）

## 説明
統一発票には一般に三連式と二連式の2種類が存在している。三連式は営利団体に対して使用し、二連式は非営利機構または個人に対して使用される。中華民国関係法令に依拠すれば、商品の販売またはサービスの提供を行なったものは「統一発票」に記載された金額で経理処理を行い、納税額を決定しなけらばならないと規定されている。
統一発票上には発表の通し番号、成約期日、品名、数量、単価、課税別、総額などが商店の住所と共に記載され、また統一発票を発行した商店の統一編号を記載する必要がある。編号とは台湾の個人・法人営利機構全てに付与された個別番号である。

## レジ用統一発票
上記2種類の統一発票以外に、1980年代財政部によりレジスターにより発行される「収銀機統一発票」と「電子計算機統一発票」が誕生した。
1990年代以降、台湾ではコンビニが急速に出展し、レジスターによる発行される「収銀機統一発票」が現在発行量最多となっている。またインターネットビジネスの普及により「電子計算機統一発票」の発行量も近年増加傾向にある。
現在発行されている「収銀機用統一発票」の規格は縦190mm、横45mmであり、表上部に発行年月（例:中華民国95年3-4月份）、統一発票種類（例:収銀機統一発票），聯別（例:収執聯）、発票通し番号（例:MD199999999）が、表下部に発行店名、統一編号、住所及び電話番号が印刷されている。裏面には統一発票に関する法的内容の他に、レジスターで認識する為のレジスターマークが印刷されている。印刷する際には同じ通し番号のものを2列1組で印刷し、更に250枚分を1巻としている。2列にする意義は片方を商店控えとするためである。また用紙には偽造防止対策として透かしが採用されている。
当初は台湾省政府印刷廠（現在の財政部印刷廠）で印刷されていたが、1990年代中期以降は民間による印刷を認可し、大型チェーン店などは独自に印刷を行い、統一発票上にカラー広告を印刷するようになっている。
印刷は財政部印刷廠以外に、現在民間では永豊紙業股份有限公司、正隆紙業股份有限公司、大堡事務用品股份有限公司が行なっている。

## 統一発票の抽選
台湾政府は脱税防止と税収の安定化を目的に統一発票の普及を図り、統一発票制度を制定すると同時に、台湾省政府は『台湾省統一発票暫行弁法』を施行した。その後台湾政府は財政部の管轄となった1982年5月28日、暫行弁法に基づき『統一発票給奨弁法』（台財税字第33935号）を公布した。その既定により両聯式発票上の通し番号により末等の200NTDから一等の200万NTD （2011年3月25日から特別等の1000万NTDに新設）までの賞金が既定され、営業税収入より一定比率が支払われることとなった。
統一発票が登場した1951年以降、その簡略な制度と、宝くじ方式を導入したことで台湾政府の税収は大幅に増加し、制度が施行される前の1950年と施行後の1951年では税収は76%の増加となっている。1982年以降、抽選日では抽選機関が抽選機を使用して一般公開方式による抽選を行い、当選番号が発表されている。1973年5月15日からは中華電視により抽選番組が放送され、現在まで続いている。
数度の制度改革を経た統一発表は、2006年に指定金融機関を合作金庫から台湾郵政に変更し、抽選日は奇数月の25日と定められた。現在当選確率は千分の三であり、年間40億NTD以上の営業税が当選金として還元されている。

## 電子統一発票
2000年代より電子取引の取扱量が増加傾向にあり、インターネット商店では編号を取得し統一発票を電子的に発行している。

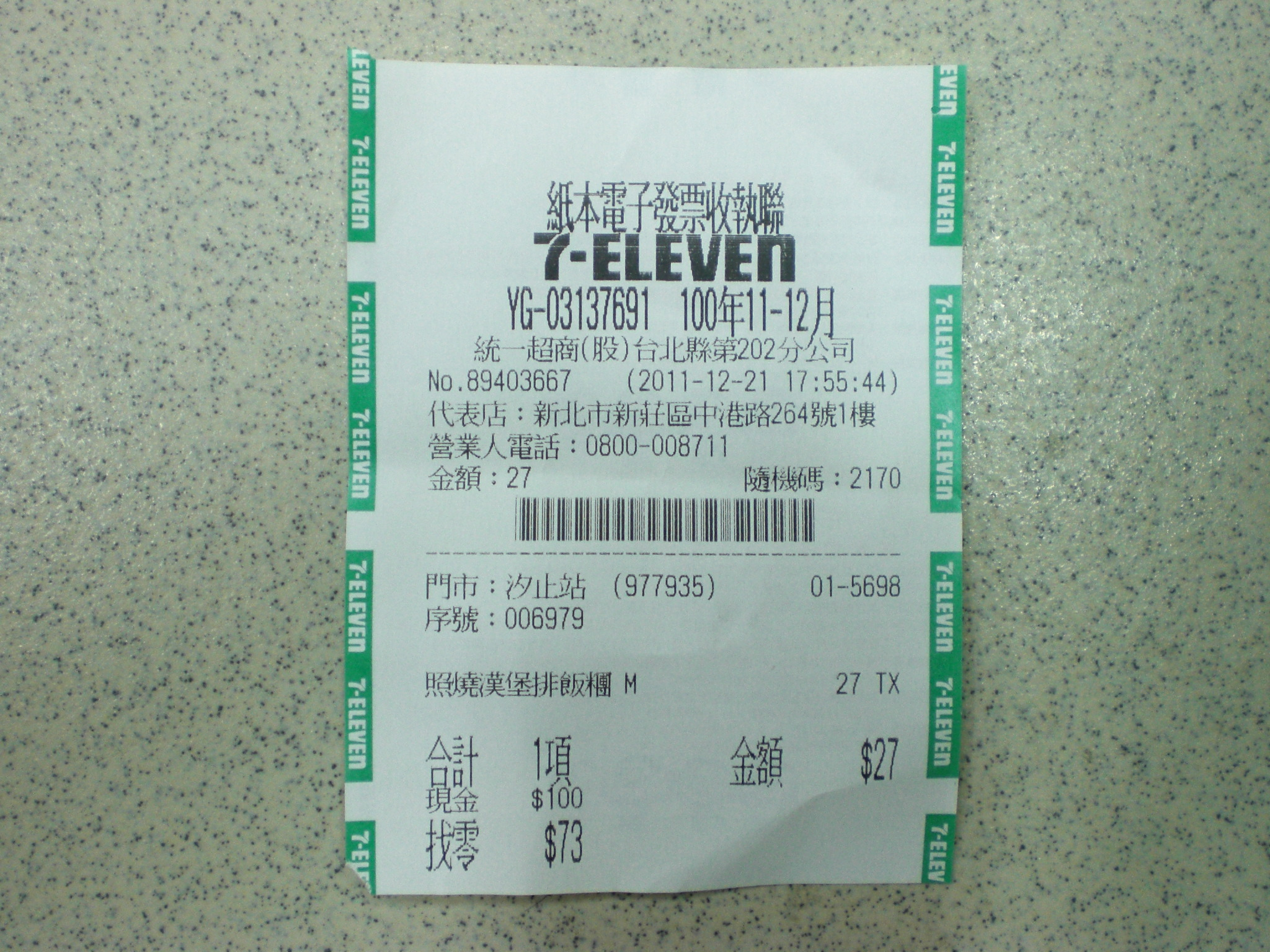
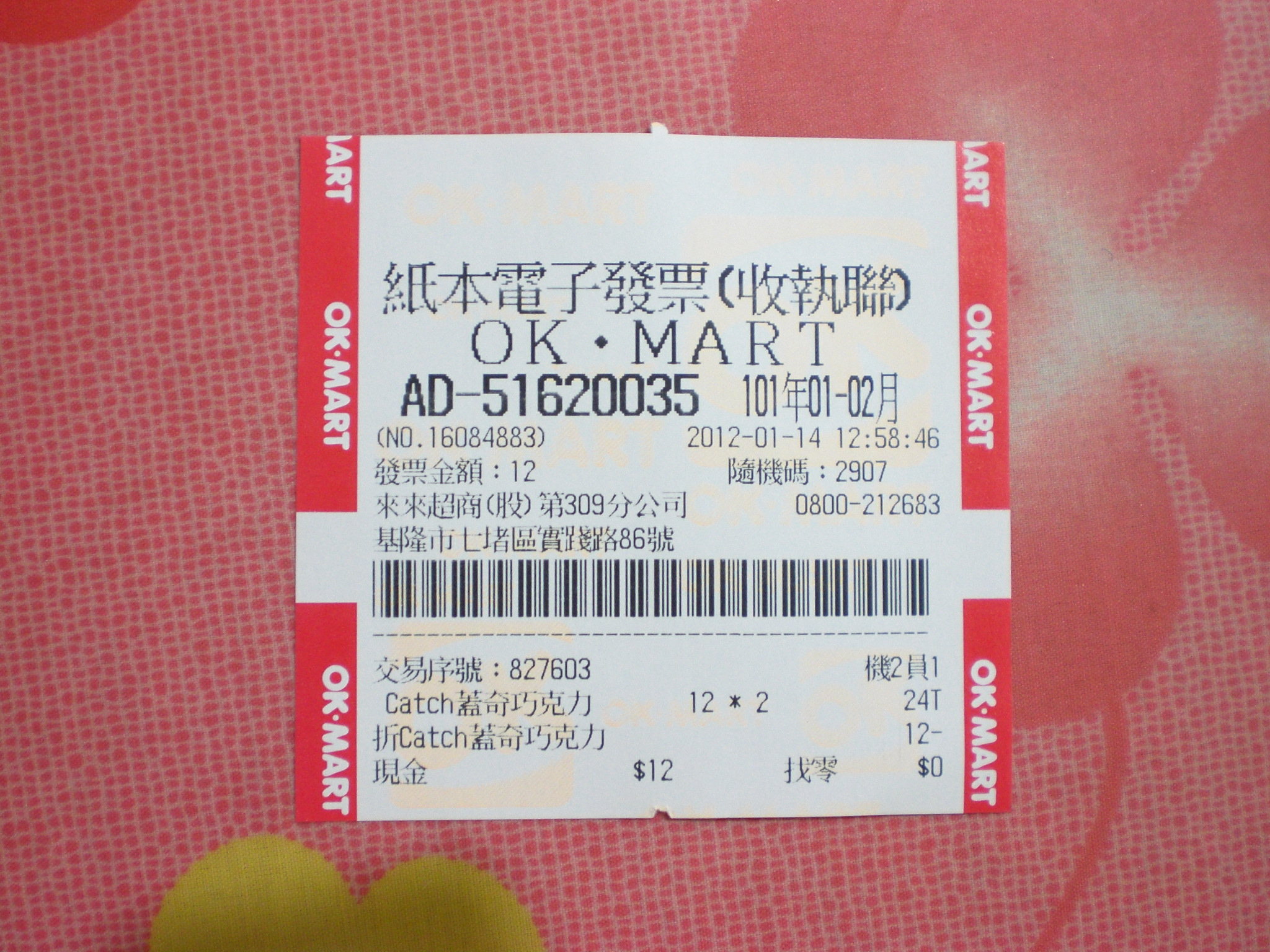
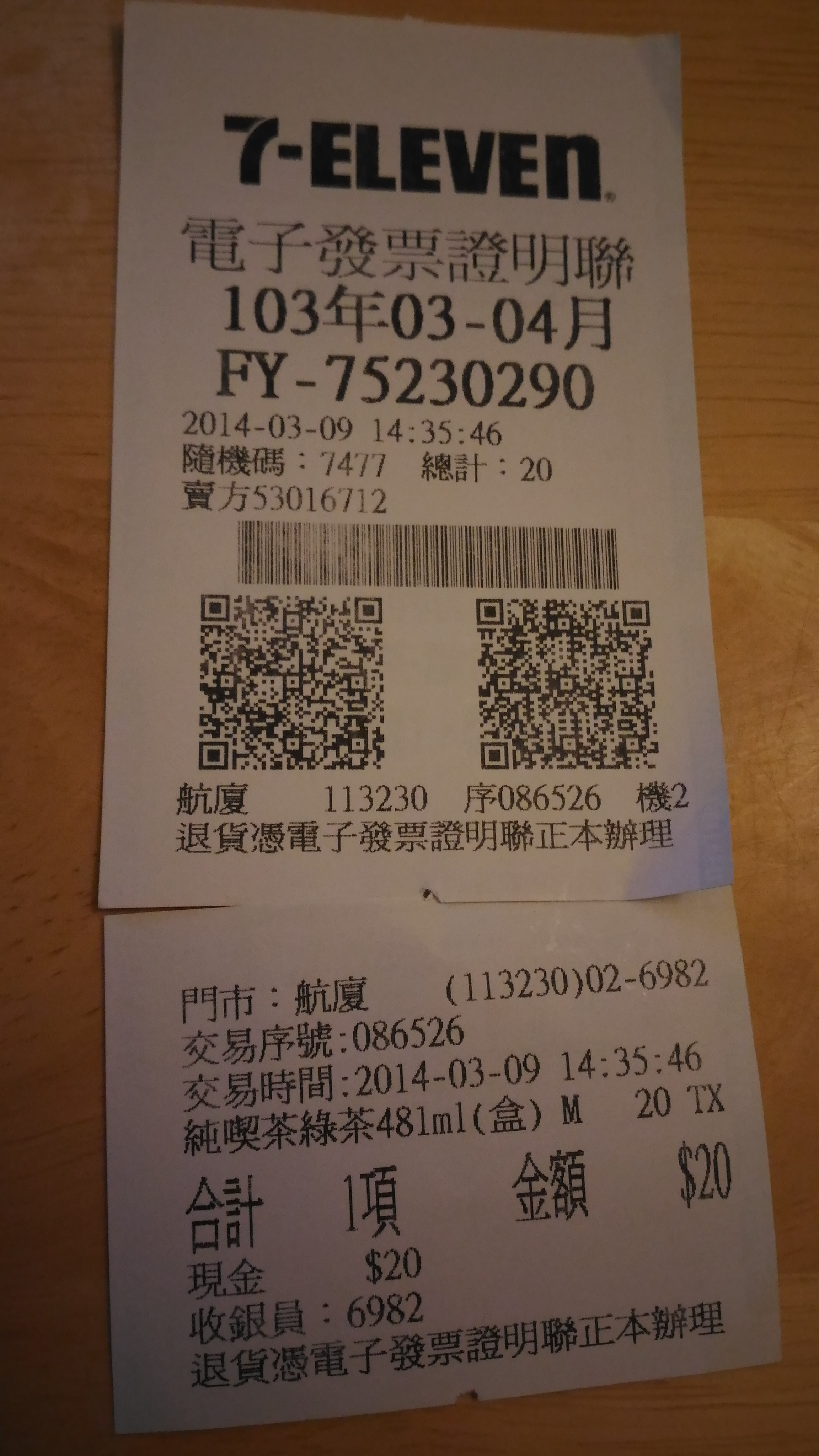